# Wierch-Wielikosielskoje
Wierch-Wielikosielskoje (ros. Верх-Великосельское) – wieś (sieło) w Rosji, w obwodzie kemerowskim, w rejonie jajskim. W 2021 liczyła 68 mieszkańców.